# Phintelloides munitus
Espèce
Synonymes
- Jotus munitus Bösenberg & Strand, 1906
- Chira albiocciput Bösenberg & Strand, 1906
- Aelurillus dimorphus Dönitz & Strand, 1906
- Jotus munitus chinesicus Strand, 1907
- Dexippus davidi Schenkel, 1963
- Dexippus tschekiangensis Schenkel, 1963
- Phintella paminta Barrion, Barrion-Dupo & Heong, 2013

Phintelloides munitus est une espèce d'araignées aranéomorphes de la famille des Salticidae.

## Distribution
Cette espèce se rencontre au Japon, à Taïwan, en Corée du Sud, en Corée du Nord, en Chine et au Viêt Nam,.

## Description
Les femelles syntypes mesurent de 5 à 6 mm et le mâle 6,5 mm.

## Systématique et taxinomie
Cette espèce a été décrite sous le protonyme Jotus munitus par en Bösenberg & Strand, 1906. Elle est placée en synonymie avec Phintelloides versicolor par Yaginuma en 1977. Elle est relevée de synonymie par Deeleman-Reinhold, Addink et Miller en 2024.
Chira albiocciput, Aelurillus dimorphus, Jotus munitus chinesicus, Dexippus davidi, Dexippus tschekiangensis et Phintella paminta ont été placées en synonymie par Deeleman-Reinhold, Addink et Miller en 2024.

## Publication originale
- Bösenberg & Strand, 1906 : « Japanische Spinnen. » Abhandlungen der Senckenbergischen Naturforschenden Gesellschaft, vol. 30, p. 93-422 (texte intégral).